# Сэнгэ, Мотомаро
Мотомаро Сэнгэ (яп. 千家 元麿, 8 июня 1888, Токио — 14 марта 1948, Токио) — японский поэт, активный в периоды Сёва и Тайсё, член «Сиракабы».

## Биография
Мотомаро Сэнгэ родился в Токио 8 июня 1888 года. Он был младшим сыном синтоистского первосвященника в Идзумо тайся в префектуре Симане, который также являлся членом Палаты пэров.
Мотомаро Сэнгэ был членом литературного кружка «Сиракаба» («Белая берёза») и опубликовал многие из своих стихов в своём литературном журнале. За исключением ксенофобских стихов, написанных во время Второй мировой войны, его поэзия отражает философию гуманизма с оптимистическим взглядом на мир. Он был плодовитым автором, публикуя по 30-40 работ в месяц. Его стихи имеют тенденцию к минимализму и описывают повседневные события и сцены, не прибегая к чрезмерной сентиментальности.
Его антология «Я видел» (1918) содержит стихотворение «Шум повозок», которое часто встречается в японских сборниках поэзии периода Тайсё. Его более длинная работа, «Дом далёкого прошлого» (1929), является автобиографической, описывающей его аристократическое происхождение.
Сборники стихов Мотомаро Сэнгэ неоднократно переиздавались в Японии после его смерти.